# Кукуричани
 Тази статия е за гарата в Тиквеш.  За селото в Битолско вижте Кукуречани.  
Кукуричани (на македонска литературна норма: Кукуричани) е железопътна гара и бивше село в централната част на Северна Македония.

## География
Гарата е разположена на десния бряг на река Вардар между гарите Градско и Криволак. В Кукуричани се намира и фабриката за консервиране на зеленчуци и плодове „Македония“.

## История
В XIX век Кукуричани е изцяло българско село в Тиквешка кааза на Османската империя. Според статистиката на Васил Кънчов („Македония. Етнография и статистика“) от 1900 година Кукуричани има 80 жители, всички българи християни.
По данни на секретаря на Българската екзархия Димитър Мишев („La Macédoine et sa Population Chrétienne“) в 1905 година в селото (Koukouretchani) има 40 българи екзархисти.
При избухването на Балканската война 1 човек от Кукурични е доброволец в Македоно-одринското опълчение.
След Междусъюзническата война в 1913 година то остава в Сърбия.
По време на българското управление във Вардарска Македония кмет на Кукуричани от 26 април 1944 година до 9 септември 1944 година е Димитър Пандилов.
На етническата си карта от 1927 година Леонард Шулце Йена показва Кукуричани (Kukuričani) като село с неясен етнически състав.